# Округ Нолан (Тексас)
Округ Нолан (енгл. Nolan County) је округ у америчкој савезној држави Тексас. По попису из 2010. године број становника је 15.216.

## Демографија
Према попису становништва из 2010. у округу је живело 15.216 становника, што је 586 (3,7%) становника мање него 2000. године.
| Група             | 2000.          | 2010.         |
| Белци             | 10.480 (66,3%) | 9.191 (60,4%) |
| Афроамериканци    | 739 (4,7%)     | 715 (4,7%)    |
| Азијати           | 38 (0,2%)      | 67 (0,4%)     |
| Хиспаноамериканци | 4.431 (28,0%)  | 5.103 (33,5%) |
| Укупно            | 15.802         | 15.216        |